# Семплер

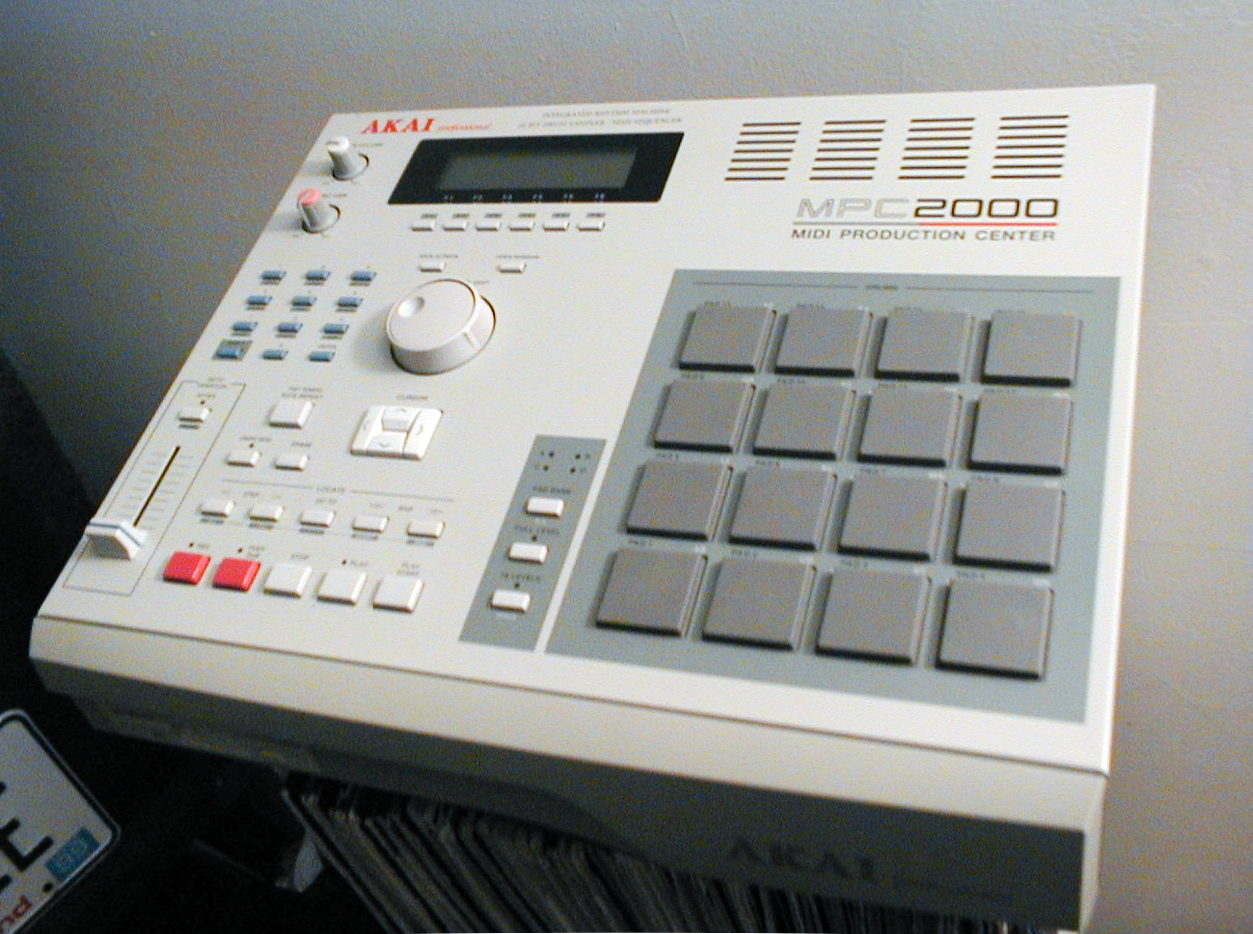
Секвенсор AKAI MPC2000 (1997)

Семплер — це електронний або цифровий музичний інструмент, який використовує звукові записи (або " семпли ") реальних звуків інструментів (наприклад, фортепіано, скрипки чи труби), уривки із записаних пісень (наприклад, п'ятисекундний риф бас-гітари з фанк -пісня) або знайдені звуки (наприклад, сирени та океанські хвилі). Зразки завантажуються або записуються користувачем або виробником. Потім ці звуки відтворюються за допомогою самої програми семплера, MIDI-клавіатури, секвенсера або іншого пристрою запуску (наприклад, електронних барабанів) для виконання або створення музики. Оскільки ці зразки зазвичай зберігаються в цифровій пам'яті, до інформації можна швидко отримати доступ. Один семпл часто може бути транспонований на різну висоту, завдяки чому можна отримати звукоряд та програвати акорди.
Часто семплери містять фільтри, блоки ефектів, модуляцію за допомогою генераторів низькочастотних коливань та інші процеси, подібні до синтезаторів, які дозволяють модифікувати оригінальний звук. Більшість семплерів мають можливості мультитембральності — вони можуть відтворювати різні звуки одночасно. Багато з них також є поліфонічними — вони можуть грати більше ніж одну ноту одночасно.

## Історія
До семплерів на основі комп'ютерної пам'яті музиканти використовували клавіатури для відтворення записів на аналоговій стрічці. Під час натискання клавіші магнітофонна головка торкається стрічки, що рухається, і відтворюється звук. Найвідомішим подібним інструментом був Мелотрон, використовуваним кількома групами наприкінці 1960-х та 1970-х роках, але такі системи були дорогими й важкими через використання кількох стрічкових механізмів, діапазон інструменту був обмежений трьома октавами, а для заміни звуків було необхідно перевстановити новий набір стрічок. Поява цифрового семплера зробила семплери набагато практичнішими.
Найперший цифровий семплер розробили Пітер Гроно (програмне забезпечення), Девідом Кокерелл (апаратне забезпечення та інтерфейс) і Пітер Зінов'єв (проектування та експлуатація системи) на основі системи EMS Musys, у Лондоні в 1969 році. Система працювала на двох міні-комп'ютерах Digital Equipment PDP-8. Вони мали пару цифро-аналоговий та аналого-цифровий перетворювачі,, 12 Кб основної пам'яті (RAM), резервне копіювання на жорсткий диск на 32 Кб і стрічкове сховище (DecTape). Обладнання EMS використовувалося для керування першою у світі цифровою студією (EMS London (Putney) Studio), і вперше були використані в альбомі Харрісона Біртвістла «Хронометра», випущеного в 1975 році

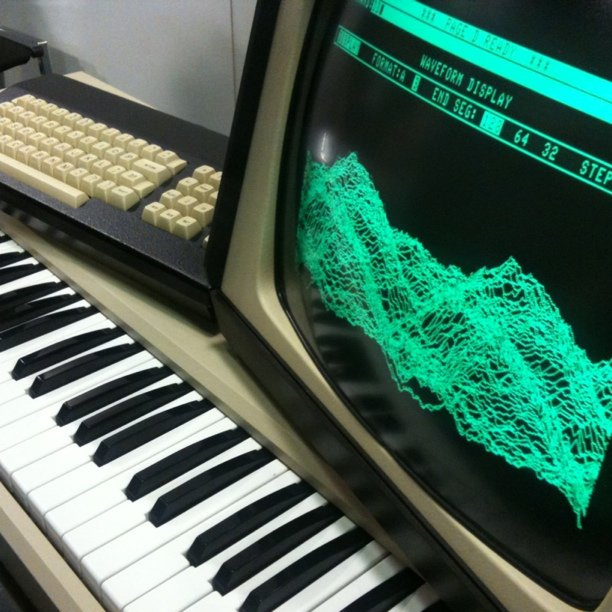
Fairlight CMI (1979–)

Першим комерційно доступним семплером став Computer Music Melodian Гаррі Менделла (1976), а першим поліфонічним цифровим семплером — Fairlight CMI австралійського виробництва (1979). Ці ранні семплери використовували таблично-хвильовий синтез.
З 1980-х років  семплери використовували імпульсно-кодову модуляцію (PCM) для цифрового семплування. Перший цифровий семплер PCM  був LMD-649 Toshiba,  створений у 1981 році інженером Кенджі Муратою для японського гурту Yellow Magic Orchestra, який використав його в альбомі Technodelic 1981 року. LMD-649 відтворював і записував семпли PCM з розрядністю 12 біт і частотою дискретизації 50 кГц, використовуючи 128 КБ динамічної пам'яті. LMD-649 також використовувався іншими японськими виконавцями синті-попу на початку 1980-х, зокрема Chiemi Manabe і Logic System. Клавіатури для семплів були досить дорогими, і відтак для багатьох недоступними — ранній Fairlight коштував від 30 000 доларів, емулятор E-mu — 10 000 доларів США, і лише в середині 1980-х з'явились доступні за ціною клавіатурні семплери виробництва Ensoniq Mirage у 1985 році та E-mu Emax наступного року, за ціною до 2000 доларів. Незабаром після цього з'явилися Korg DSS-1 і Roland S-Series.
Семплер ударних інструментів E-mu SP-1200, випущений у серпні 1987 року, популяризував використання цифрових семплерів у хіп-хоп музиці наприкінці 1980-х. Akai започаткував методи обробки, такі як зациклювання із накладенням, «розтягнення часу» для скорочення або подовження семплів без впливу на висоту звуку, і навпаки. Akai MPC60, випущений у 1988 році, згодом став найвпливовішим семплером у хіп-хоп музиці. Того ж року було випущено Ensoniq EPS — наступника Mirage — першу клавіатуру для семплування, розроблену спеціально для живих виступів, а не лише для студії, як більшість семплерів досі.
У 1980-х роках гібридні синтезатори почали використовувати короткі семпли (такі як фаза атаки інструменту) разом із цифровим синтезом для створення реалістичніших імітацій інструментів, ніж це було можливо раніше. Прикладами є Korg M1, Roland U-110, серія SY компанії Yamaha та серія інструментів Kawai K. Можливості інструментів на той час обмежувались вартістю фізичної пам'яті (RAM) і малим обсягом пам'яті, доступної для зовнішніх пристроїв зберігання даних.
Музичні робочі станції 2010-х років зазвичай мають функцію семплування від простого відтворення до складного редагування семплів, а також включає такі функції, як секвенсер. Семплери разом із традиційними шумовими інструментами стали основою створення звукових ефектів. Цифрова техніка дозволяє змінювати висоту звуковисотність ефектів, що потребувало би багатьох годин роботи на стрічкових аналогових семплерах.

## Елементи

### Інтерфейс

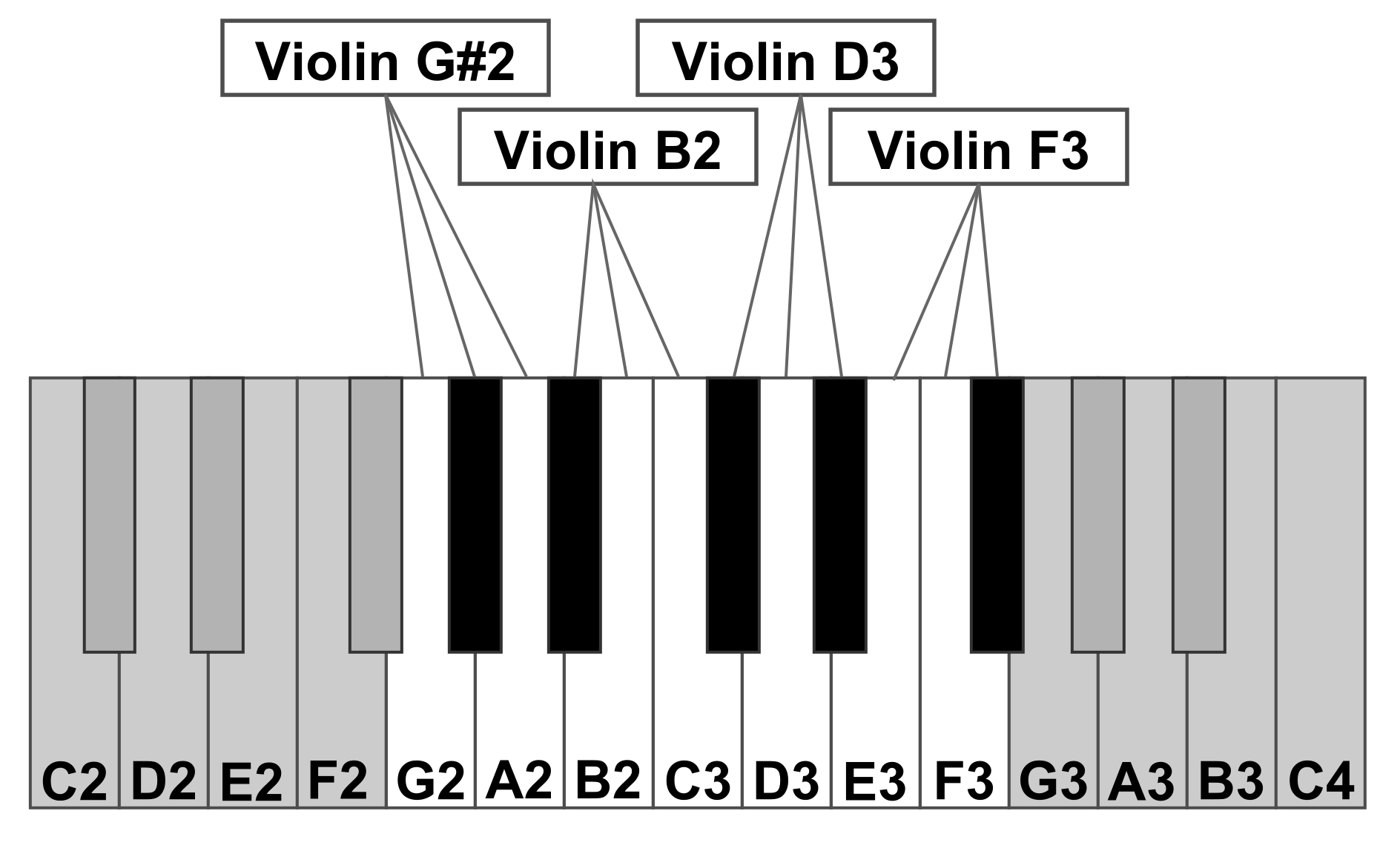
Рис. 1: Приклад того, як кілька семплів можна впорядкувати в діапазоні клавіатури. У цьому прикладі чотири різні записи скрипки розподілені по 12 нотах. Кожен семпл відтворюватиметься з трьома різними значеннями висоти

Зазвичай керування семплером здійснюється з музичної клавіатури або іншого зовнішнього MIDI-контролера. Кожне повідомлення, отримане семплером, має доступ до певного семпла. Зазвичай використовується кілька семплів, кожен з яких призначається до певної ноти або групи нот. Призначення до відповідних клавіш передбачає зміну висоти звучання семплів на відповідну величину, зазвичай у півтонах і тонах. Кожну групу нот, якій призначено окремий семпл, часто називають «клавіатурною зоною» (keyzone), а розподіл усього звукового діапазону між окремими семплами — «розкладками клавіатури» (keymap).
Наприклад, на малюнку 1 для розкладки передбачено чотири різні семпли. Кожному семплу призначено центральну висоту звуку. Перший семпл (Violin G#2) розподілено між трьома нотами: G2, G#2 і A2. При натисканні ноти G#2, семплер відтворить семпл Violin G#2 на початковій висоті. При натисканні ноти G2, цей же семпл відтворюватиметься на півтон нижче, а при натисканні A2 на півтон вище. При натисканні наступної ноти (Bb2), відтворюватиметься семпл Violin B2 на півтону нижче, ніж його центральна висота B2.
Загалом семплери можуть відтворювати будь-який тип аудіо. Більшість семплерів мають інструменти редагування, які дозволяють користувачеві застосовувати широкий спектр ефектів обробки звуку. Це робить семплер потужним і універсальним музичним інструментом.

### Ієрархія
Робота семплера являє собою складну ієрархію даних. В основі лежать семпли, окремі записи будь-якого звуку, записані з певною частотою дискретизації та роздільністю. Висота центрального звуку вказує на фактичну висоту записаної ноти. Семпли також можуть бути «зациклені» шляхом визначення точок, у яких починається і закінчується повторювана частина семплу, що дозволяє нескінченно відтворювати відносно короткий семпл. У деяких випадках вказується «перехресне затухання циклу», що дозволяє зробити менш очевидні переходи в точці циклу, одночасно роблячи тихішими як кінець, так і початок циклу.
Розкладки клавіатури упорядковано в інструменти. На цьому рівні можна визначити, яким чином використовуються ті чи інші розкладки клавіатур. Фільтри можуть бути застосовані для зміни тембру звуку, тоді як низькочастотні генератори та генератори обвідної можуть управляти динамікою, звуковисотністю, частотою зрізу фільтру або інші параметрами звуку. Інструменти можуть мати декілька шарів розкладок клавіатури для одночасного відтворення більш ніж одного семплу, і кожна розкладка клавіш може мати різний набір параметрів для різної сили натискання клавіш. Наприклад, два шари можуть мати різну чутливість до швидкості вхідної ноти, змінюючи кінцевий тембр відповідно до того, з якою силою натискається клавіша.

### Технічні характеристики
Семплери можна класифікувати за кількома характеристиками;
- Поліфонія : скільки голосів (або нот) можна грати одночасно
- Пам'ять : скільки пам'яті доступно для завантаження семплів
- Канали : скільки різних каналів MIDI доступно для різних інструментів
- Розрядність : яка роздільна здатність семплів може підтримуватися
- Виходи : скільки доступних дискретних аудіовиходів

## Виробники та моделі

### Комп'ютерна музика Мелодіан

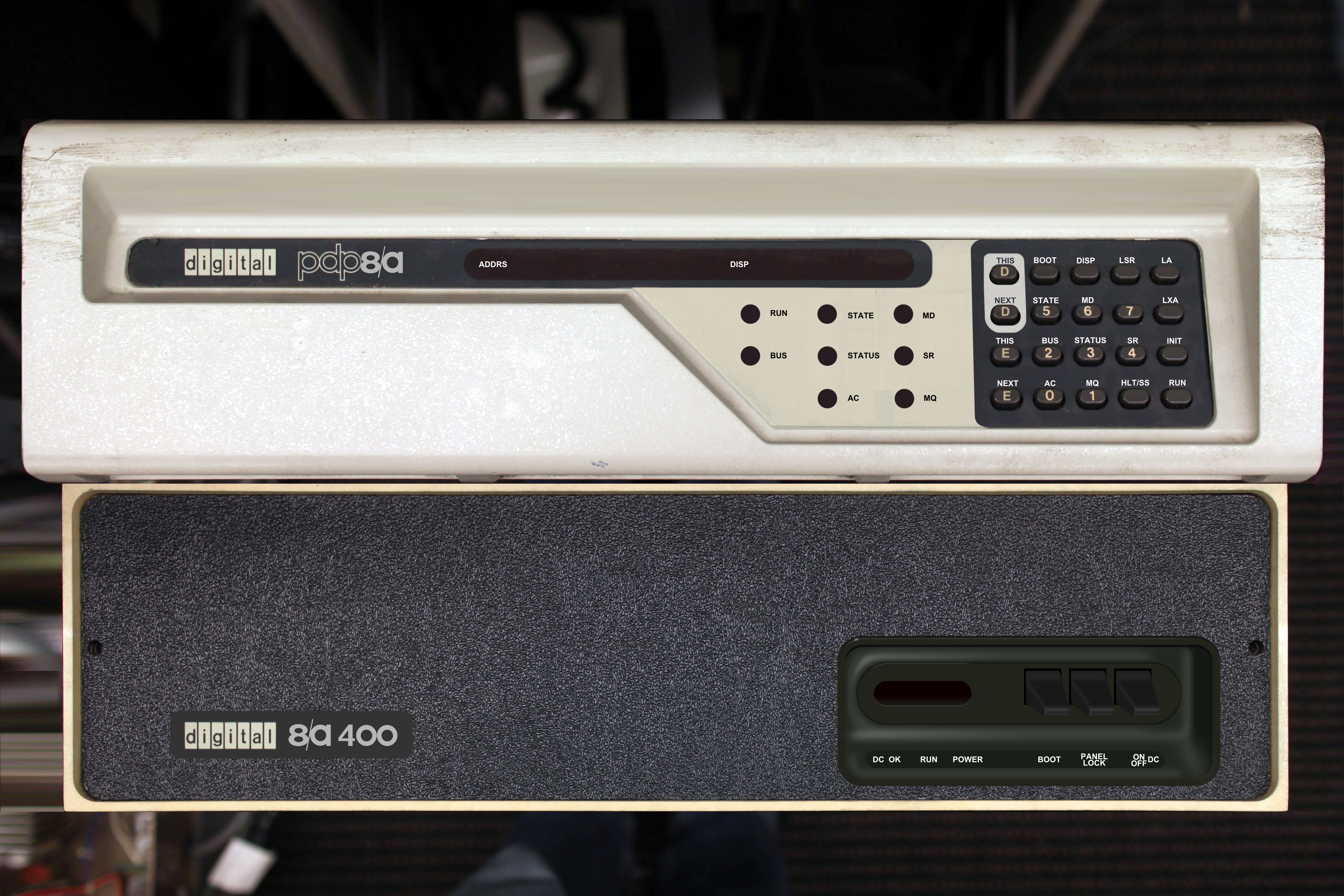
DEC PDP-8 /A (міні -комп'ютер).
На його основі було розроблено Computer Music Melodian (1976)

Компанія Computer Music Inc. була заснована в Нью-Джерсі, США в 1972 році Гаррі Менделлом і Деном Кореном. Компанію було створено для розробки та продажу музичних інструментів на основі комп'ютерного програмного забезпечення. Мелодіан, розроблений у 1976 році, базувався на комп'ютері Digital Equipment Corporation PDP-8. Він включав ручні функції цифро-аналогового та аналого-цифрового перетворення, а також відстежувальні фільтри згладжування. Melodian вперше використав Стіві Вандер у своєму альбомі Stevie Wonder's Journey Through «The Secret Life of Plants» (1979).
Melodian був монофонічним синтезатором з 12-бітною аналого-цифровою дискретизацією з частотою до 22 кГц. Він був розроблений для сумісності з аналоговими синтезаторами та мав функцію, яка дозволяла йому синхронізуватися з висотою звуку аналогового синтезатора, такого як ARP 2600. Це означало, що Melodian фіксував усі ефекти частотної модуляції, включно з тими, що створювалися сенсорною стрічкою керування ARP. Він також міг запускати клавіатуру ARPs, таким чином функціонуючи як гібрид семплера та аналогового синтезатора.

### Синклавір
Synclavier System був раннім цифровим синтезатором і семплером, виготовленим New England Digital. Вперше випущений у 1977 році, він завоював популярність серед музичних продюсерів і музикантів-електронників завдяки універсальності, передовій технології та характерному звучанню. Системи Synclavier були дорогими — найдорожчий коштував 500 000 доларів США, більшість — в межах 200 000—300 000 доларів США. Хоча це робило його недоступним для більшості музикантів, він знайшов широке застосування серед продюсерів і професійних студій звукозапису, і конкурував на цьому ринку з іншими високоякісними системами виробництва, такими як Fairlight CMI. Незважаючи на те, що Synclavier було випущено небагато, він залишається у використанні в багатьох студіях донині.

### Інструменти Fairlight
Компанія Fairlight Instruments була заснована в Сіднеї в 1975 році Пітером Фогелем і Кімом Райрі.
Fairlight CMI або комп'ютерний музичний інструмент, випущений у 1979 році, почав своє життя як Qasar M8. Інструмент став першим комерційно доступним інструментом поліфонічного цифрового семплування. Оригінальний Fairlight CMI дискретизовано з роздільною здатністю 8 біт на вибірку, зі швидкістю 24 кГц і використовував два 8-розрядних процесори Motorola 6800 (пізніше оновлений до більш потужного 16/32-розрядного Motorola 68000). Він був оснащений двома шестиоктавними клавіатурами, буквено-цифровою клавіатурою та інтерактивним відеодисплеєм (VDU), де звукові хвилі можна було редагувати або навіть малювати з нуля за допомогою світлового пера. Програмне забезпечення дозволяло редагувати, зациклювати та мікшувати звуки, які потім можна було відтворювати за допомогою клавіатури або програмного секвенсера. Він коштував близько 25 000 доларів США.
Пізніше Fairlight випустила Series IIx, в якому було збільшено частоту дискретизації до 32 kHz і вперше було впроваджено функціональність MIDI. У 1985 році Series III була випущена з двома суттєвими оновленнями: бітрейт і частота дискретизації були збільшені до якості CD (16 біт/44,1 кГц) та запроваджено підтримку SMPTE. Відомими користувачами Fairlight CMI є Пітер Гебріель, Гербі Хенкок, Тревор Хорн, Art of Noise, Yello, Pet Shop Boys, Жан Мішель Жарр, Дюран Дюран і Кейт Буш.

### Системи E-mu
E-mu Emulator (1981) був першим інструментом серії E-mu, що врятував компанію від фінансової катастрофи після провалу синтезатора Audity через ціну в 70 000 доларів. Емулятор випускався у версіях з 2, 4 і 8-голосною поліфонією, причому 2-голосна була знята з виробництва через брак інтересу. Інструмент мав частоту дискретизації 27,7 кГц, чотириоктавну клавіатуру і 128 кБ пам'яті.
E-mu Emulator II (1984) був розроблений для подолання розриву між Fairlight CMI і Synclavier і Ensoniq Mirage. Він мав 8-голосну поліфонію, 8-бітну дискретизацію, 512 Кб оперативної пам'яті, секвенсер із 8 доріжками та аналогову звуковий фільтр.
E-mu SP-12 (1986) був попередником E-mu SP-1200.
E-mu Emulator III (1987) був 16-бітним стерео цифровим семплером із 16-голосною поліфонією, максимальною частотою дискретизації 44,1 кГц та мав до 8 МБ пам'яті. Він мав 16-канальний секвенсер, SMPTE і жорсткий диск на 40 Мб.
E-mu SP-1200 (1987) був і залишається одним із найпопулярніших семплерів у музиці хіп-хоп. Його 12-розрядний механізм семплування надавав бажану теплоту інструментам і суворого удару барабанам. Він дозволяв запам'ятовувати до 10 секунд звучання, що розподілялися між чотирма семплами довжиною до 2,5 секунди кожен.
E-mu ESI-32 (1994) був урізаним, набагато дешевшим і спрощеним EIIIx, і міг використовувати ті самі семпли. Пристрій має до 32 МБ оперативної пам'яті, 32-голосну поліфонію, а звуки можна направляти на один із чотирьох поліфонічних виходів. Через додатковий інтерфейс SCSI ESI-32 міг отримати доступ до зовнішніх CD-ROM, Zip-100 і жорстких дисків.

### Akai
Akai увійшов у світ електронних музичних інструментів у 1984 році, коли Роджер Лінн, творець Linn LM-1, Linn 9000 і LinnDrum, у партнерстві з японсько-сінгапурською корпорацією Akai створив семплери, подібні до тих, що були створені у власній компанії Лінна., Linn Electronics.
Akai S900 (1986) був першим доступним цифровим семплером. Він мав 8-голосну поліфонію, 12-бітну розрядність і частоту дискретизації до 40 кГц, до 750 кБ пам'яті, що забезпечувало запис 12 секунд звучання. Він міг зберігати максимум 32 семпли в пам'яті. Операційна система базувалася на програмному забезпеченні та допускала оновлення, які потрібно було завантажувати щоразу, коли вмикався семплер.
Akai MPC60 Digital Sampler/Dram Machine and MIDI Sequencer (1988) була першою випущеною моделлю, що не встановлюється в стійку. Це також перший семплер із сенсорними тригерними педалями, виготовлений AKAI, що дало початок популярній серії MPC секвенсерів семплерів.
Akai S950 (1988) був вдосконаленою версією S900 з максимальною частотою дискретизації 48 кГц і деякі функції редагування сучасного S1000.
Akai S1000 (1988) був, мабуть, найпопулярнішим 16-розрядним 44.1 кГц стерео семплером свого часу. Він мав 16 голосну поліфонію, до 32 МБ пам'яті та 24-бітну внутрішню обробку, включаючи цифровий фільтр (18 дБ/октава), LFO та два генератори обвідної ADSR (для амплітуди та фільтрації). S1000 також пропонує до 8 різних точок звукової петлі. Додаткові функції включали Autolooping, Crossfade Looping, Loop in Release (який циклічно проходить цикл у міру загасання звуку), Loop Until Release (який циклічно проходить цикл, доки нота не почне затухати), Reverse та Time Stretch (версія 1.3 і вище).

### Roland
Корпорація Roland випустила серію S. Це були семплери, що включали усі описані вище функції:
- Roland S-10
- Roland S-50
- Roland S-330
- Roland S-550
- Roland S-760
- Roland S-770

Новітніми моделями компанії є:
- Roland DJ-70MKII
- Roland DJ-70
- Roland JS-30
- Roland MC-909
- Roland MC-808
- Roland MC-09
- Roland MS-1
- Roland MV-8800
- Roland MV-8000
- Roland SP-808EX
- Roland SP-808
- Roland SP-404
- Roland SP-606
- Roland SP-555
- Roland W-30
- Roland SPD-SX

## Програмні семплери
У 1980-х роках користувачі домашніх комп'ютерів винайшли трекери. Починаючи з 1980-х років трекери могли виконувати 4-канальне передискретизування в реальному часі за допомогою Paula Chip на Amiga. З початку 1990-х трекери виконували на ПК багатодоріжковий ресемплінг у реальному часі, що стало можливим завдяки використанню високооптимізованого асемблерного коду. Раннім прикладом є InertiaPlayer, випущений у 1993 році. Нещодавно з'явився PC Tracker із хорошими можливостями вибірки, наприклад, Renoise Tracker.
У 1990-х і 2000-х роках збільшення потужності комп'ютера та обсягу пам'яті дозволило розробити програмні додатки, які мають ті самі можливості, що й апаратні пристрої. Зазвичай вони виробляються як під'єднувальні модулі, наприклад, за допомогою системи VST. Деякі семплери забезпечують відносно прості засоби відтворення семплів, вимагаючи від користувача звернення до іншого програмного забезпечення для таких завдань, як редагування семплів, запис семплів та ефекти DSP, тоді як інші надають додаткові функції.